# كلية ليم الأسترالية
كلية ليم المعروفة سابقا بالكلية الإسلامية في المنطقة الشمالية الغربية، وهي مدرسة إسلامية خاصة مختلطة أسست في 1995 لدعم التعليم الإسلامي. كلية ليم تمنح شهادة فيكتوريا للتعليم إلى سن 12 سنة. وهي تقع في دالاس، فيكتوريا، أستراليا. اشترت الكلية مدرسة يورولا في منطقة بوكس فورست رود في ضاحية غلينروي كحرم جامعي إضافي. المدرسة مملوكة لمنظمة مللي جوروش منظمة إسلامية غير ربحية مكتبها الرئيسي في ألمانيا، تهدف إلى تقديم الحاجات الاجتماعية والثقافية والتربوية والدينية للجاليات الإسلامية.[بحاجة لمصدر]